# Jaroslav Vodňanský
Jaroslav Vodňanský (26. dubna 1936 Milevsko – 10. května 2025) byl český dirigent a zakladatel Jihočeské filharmonie.

## Život
Jaroslav Vodňanský se narodil 26. dubna 1936 v Milevsku. Na Pražské konzervatoři studoval hru na violoncello a dirigování. Ve studiích dále pokračoval na Akademii múzických umění v Praze pod vedením Aloise Klímy a Václava Smetáčka. Školu úspěšně absolvoval v roce 1965.
Působil v několika orchestrech, včetně Východočeského státního komorního orchestru v Pardubicích (1969–1971), Armádního uměleckého souboru Víta Nejedlého (1971–1978), Středočeského symfonického orchestru Poděbrady (1972–1974) nebo Státního komorního orchestru Žilina (od roku 1990).
V roce 1975 založil Jihočeský státní komorní orchestr v Českých Budějovicích, ve kterém působila až do konce 80. let 20. století. Rovněž působil jako pedagog v Praze, Žilině a Českých Budějovicích. Vystupoval i v zahraničí, například v USA, Německu, Španělsku a Číně.
Jaroslav Vodňanský zemřel 10. května 2025 po dlouhé těžké nemoci ve věku 89 let.